# Sysstema aulotis
Sysstema aulotis är en fjärilsart som beskrevs av Louis Beethoven Prout 1927. Sysstema aulotis ingår i släktet Sysstema och familjen mätare. Inga underarter finns listade i Catalogue of Life.